# Современные поиски нарушения Лоренц-инвариантности

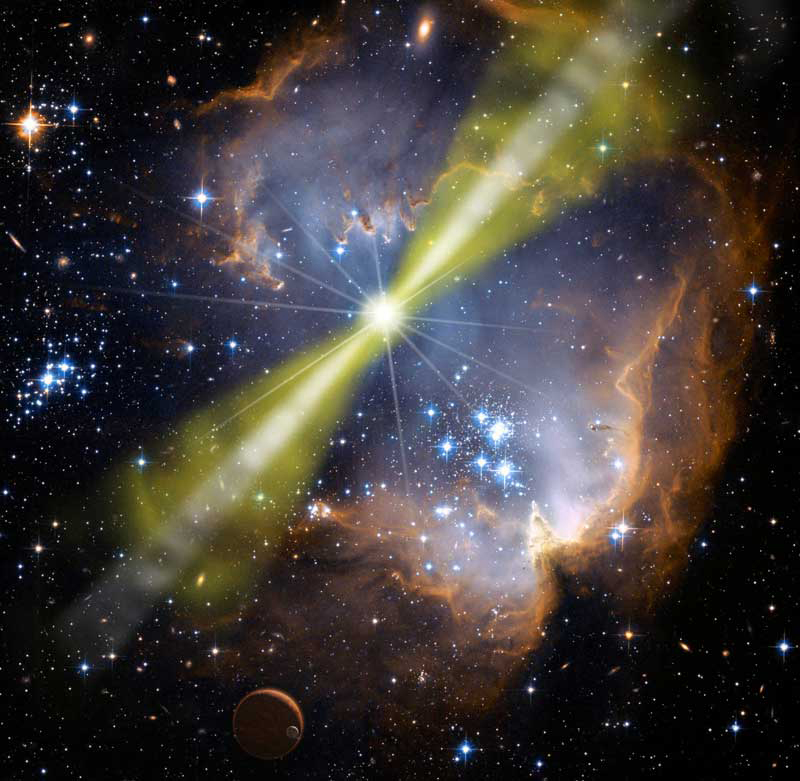
Измерения светового излучения при гамма-всплесках показывают, что скорость света не зависит от энергии

Современные поиски нарушения Лоренц-инвариантности —  направление научных исследований, занимающееся поиском отклонений от лоренц-инвариантности, являющейся одной из фундаментальных основ, которые лежат в основе современной науки и фундаментальной физики в частности. Оно пытается определить, могут ли существовать нарушения или исключения для хорошо известных физических законов, таких как специальная теория относительности и CPT-инвариантность, как предсказывается некоторыми теориями квантовой гравитации, теории струн, альтернативными к общей теории относительности теориями.
Нарушения Лоренц-инвариантности касаются фундаментальных предсказаний специальной теории относительности, таких как принцип относительности, постоянство скорости света во всех инерциальных системах отсчёта и замедление времени, а также предсказаний стандартной модели физики элементарных частиц. Для оценки и прогнозирования возможных нарушений Лоренц-инвариантности были разработаны 
пробные теории специальной теории относительности и эффективные теории поля (ЭТП), такие как расширение стандартной модели (СМР). Эти модели математически описывают возможные нарушения Лоренц-инвариантности 
и CPT-инвариантности при помощи спонтанного нарушения симметрии, 
вызванное гипотетическими фоновыми полями, что приводит к некоторым эффектам, напоминающим существование выделенной системы отсчёта и к изменениям дисперсионного соотношения, вызывающим различия между максимально достижимой скоростью вещества и скоростью света.
Были проведены как наземные, так и астрономические эксперименты, в том числе новыми экспериментальными методами. До сих пор не было выявлено никаких нарушений Лоренц-инвариантности, а исключения, в которых сообщалось о положительных результатах, были опровергнуты или не получили дальнейших подтверждений. Обзор и обсуждение многих экспериментов см. Подробный список результатов недавних экспериментальных поисков см. Современный обзор и историю моделей, нарушающих Лоренц-инвариантность см,

## Внешние ссылки
- Kostelecký: Background information on Lorentz and CPT violation
- Roberts, Schleif (2006); Relativity FAQ: What is the experimental basis of special relativity?